# هیبیکو یامامورا
هیبیکو یامامورا (انگلیسی: Hibiku Yamamura؛ زادهٔ ۱۰ فوریهٔ ۱۹۸۸) صداپیشه، و خواننده اهل ژاپن است. وی از سال ۲۰۰۷ میلادی تاکنون مشغول فعالیت بوده‌است.